# هارييت فان تشيني
هارييت فان تشيني (بالإنجليزية: Harriet Vaughan Cheney)‏ (9 سبتمبر 1796 - 14 مايو 1889)؛ كاتِبة، كاتبة للأطفال وروائية أمريكية.